# Orlando innamorato
(Matteo Maria Boiardo, Orlando innamorato, l. I, c. XVIII 44)
L'Orlando innamorato (titolo originale: L'Inamoramento de Orlando) è un poema cavalleresco scritto da Matteo Maria Boiardo. Narra una successione di avventure fantastiche, duelli, amori e magie. Scritto in ottave (strofe di otto versi endecasillabi che rimano secondo lo schema ABABABCC), per permettere lo sviluppo di un discorso piuttosto lungo, è diviso in tre libri: il primo di ventinove canti, il secondo di trentuno e il terzo, appena iniziato, di otto canti e mezzo; ogni canto è costituito da una sessantina di ottave per un totale di 35 432 versi (divisi in 4 429 ottave).
Il poema fu pubblicato per la prima volta nel 1483, quando ancora l'autore non aveva messo mano al terzo libro. La prima edizione comprendente anche i restanti canti uscì postuma nel 1495. Di entrambe le stampe non è rimasta traccia. La più antica pubblicazione giunta sino a noi è quella di Piero de Plasiis del 1487, in due libri, conservata alla Biblioteca Marciana di Venezia. Dopo successive sedici edizioni, non fu più ripubblicato per quasi tre secoli.

## Origine e fortuna dell'opera
Boiardo era il conte di Scandiano, feudo nelle vicinanze di Reggio Emilia, e fu alla corte di Ferrara prima sotto il duca Borso d'Este e poi con Ercole I d'Este. A quest'ultimo dedicò il poema, che ha un intento encomiastico e edonistico: gratificare e divertire la corte degli Estensi. Fuse l'epica e i personaggi del ciclo carolingio con le storie d'amore e il meraviglioso fiabesco del ciclo bretone; inoltre utilizzò molto le fonti classiche come Ovidio, Apuleio, Virgilio.
Il poeta iniziò a scrivere L'Innamoramento di Orlando nel 1476. Sappiamo che sei anni più tardi aveva portato a compimento i primi due libri. Gli studi di Giulio Bertoni hanno rivelato come dopo l'edizione del 1483 un certo Alvise Roseto, amanuense di corte, lavorasse alla trascrizione di un esemplare «di carte vitelline, con principio miniato d'oro a l'antiga, su l'arma ducale, e per entro con lettere rosse e azzurre». La nuova versione doveva evidentemente essere donata al duca stesso. Solo successivamente, comunque, Boiardo stilò gli otto canti e mezzo del terzo libro, procedendo con estrema lentezza e lasciando il testo incompiuto per la morte sopravvenuta nel 1494.

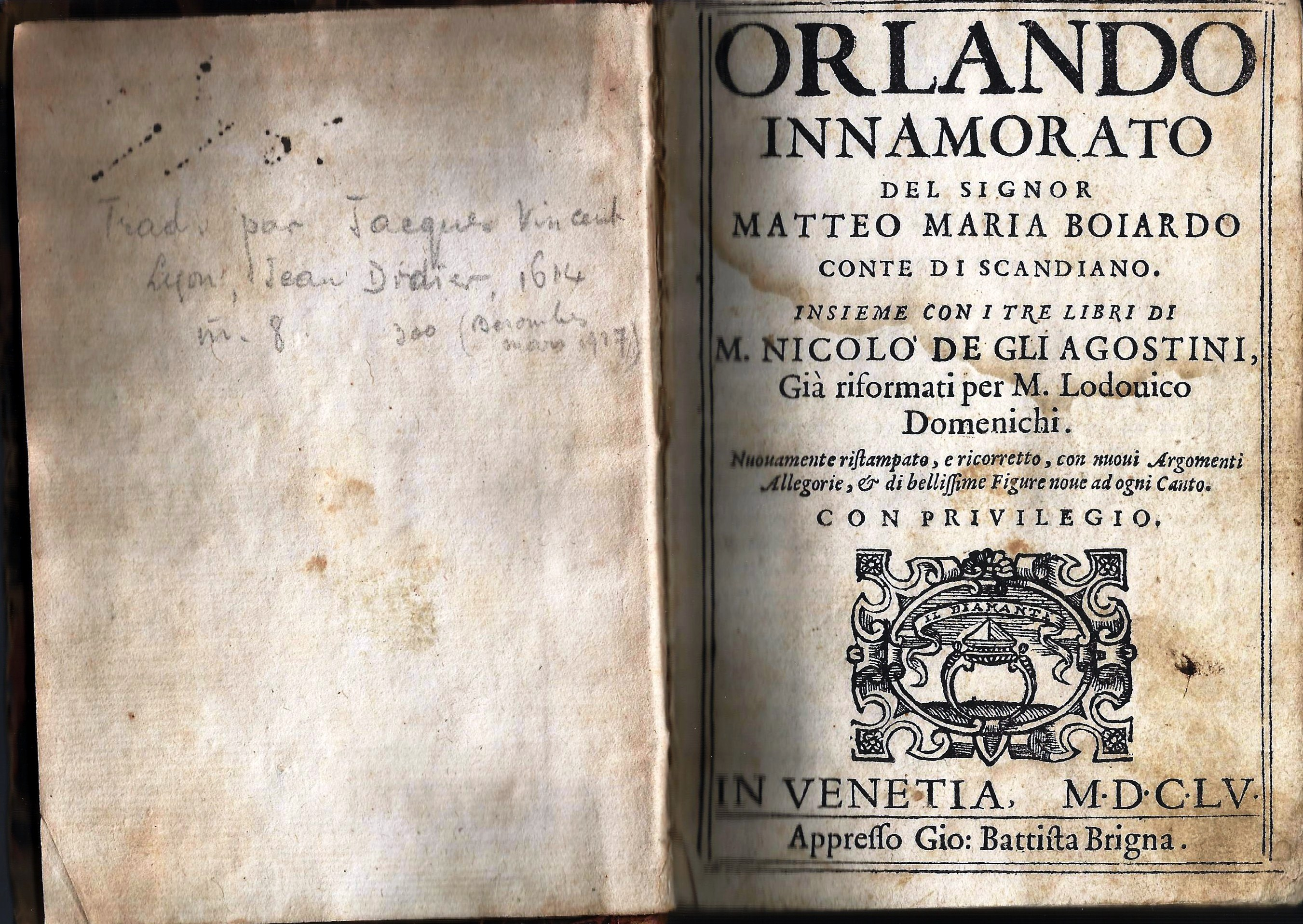
Edizione del 1655 a Venezia, curata da Battista Brigna

L'opera si presenta tripartita; il terzo libro, contrariamente ai precedenti non è concluso, a causa di preoccupazioni politiche e quindi poetiche che coinvolsero l'autore: la calata in Italia di Carlo VIII di Francia. Questo poema fu poi la fonte di ispirazione di Ariosto il quale, utilizzando personaggi e temi boiardeschi, scrisse l'Orlando furioso, in quella che fu concepita come una vera e propria continuazione dell'Innamorato; l'immediato e duraturo successo ottenuto dal poema ariostesco oscurò la fama dell'Orlando innamorato.
Il punto di forza della storia sono i vari personaggi, molti dei quali ben definiti, con le loro idee e i loro desideri, che sono quelli degli uomini di tutti i tempi: essi forniscono all'opera una validità che va ben al di là del Medioevo o del Rinascimento.
Nel poema è utilizzato un linguaggio che risente fortemente del volgare settentrionale, in particolare padano. Quando Boiardo lo compose, non era ancora stata elaborata da Pietro Bembo, nelle Prose della volgar lingua, la teoria di una lingua letteraria fondata esclusivamente sul toscano, secondo i modelli di Boccaccio per la prosa e di Petrarca per la poesia. Nel corso del XVI secolo il poema del Boiardo, che non corrispondeva più al gusto classicistico, venne "riformato" ovvero stravolto linguisticamente secondo tale modello da alcuni letterati, tra i quali il più apprezzato fu il toscano Francesco Berni. L'assenza di una copia autentica e autografa è origine della questione filologica che oggi cerca di riportare il testo alla sua patina linguistica primigenia. I testi più vicini all'originale sono stati dispersi nel tempo a causa del trasferimento della Biblioteca Estense. Oggi sono state redatte alcune edizioni critiche e filologicamente attendibili come quella di Antonia Tissoni Benvenuti dal titolo L'inamoramento de Orlando.

## Trama

### Libro Primo
Angelica, bellissima principessa del Cataio, si presenta alla corte di Carlo Magno per chiedere aiuto contro i suoi nemici. Per Orlando, il migliore paladino di Francia, l'austero e saggio difensore della fede conosciuto grazie al ciclo carolingio, è un completo fallimento in amore. È infatuato così follemente della principessa che la insegue fino al suo regno in Oriente; per difenderla abbatte il re di Tartaria Agricane che voleva costringerla a bere il vino e con la forza a sposarlo, e arriva addirittura a battersi con il cugino Rinaldo, colpito da una magia che gli fa odiare Angelica. Frattanto l'imperatore Carlo Magno è attaccato dal re indiano Gradasso, desideroso di avere la spada di Orlando e il cavallo di Rinaldo. Privo dei suoi migliori guerrieri, Carlo Magno è salvato da Astolfo, un paladino debole e simpatico. Fatto ciò, Astolfo parte per l'Oriente, con l'intenzione di recuperare i cugini Orlando e Rinaldo. Arrivato nel corso di un duello tra i due, si schiera dalla parte di Rinaldo, insieme ad altri eroi: la regina Marfisa e i gemelli Grifone il Bianco e Aquilante il Nero; con Orlando si schierano invece il re Sacripante, il conte Brandimarte e Fiordiligi innamorata di Brandimarte. Angelica, timorosa per Rinaldo di cui è innamorata, interrompe il duello e ordina al protagonista di andare a distruggere il giardino della maga Falerina.
In particolare: canto primo
Ci troviamo alla corte di Carlo Magno durante i festeggiamenti di un torneo tra cavalieri. Qui giunge la bellissima principessa del Catai Angelica, accompagnata dal fratello Argalìa. La bellezza della giovane strega immediatamente i partecipanti alla giostra (primo tra tutti il nostro protagonista Orlando), che acconsentono senza indugio alla proposta della ragazza: chi riuscirà a prevalere sul fratello Argalìa in duello la otterrà in sposa, chi perderà sarà fatto prigioniero.
Canto secondo
Argalìa è dotato di armi magiche che gli assicurano sempre la vittoria fino a che il buffo e imbranato Astolfo riesce a rubargliele durante la notte, e quindi Argalìa perisce nello scontro con il saraceno Ferraguto. Angelica però, non disposta a onorare gli accordi presi, scappa per non finire tra le braccia del saraceno. Alcuni cavalieri, mossi dall'amore e dal desiderio per la giovane, decidono di seguirla. Tra questi troviamo anche Orlando e suo cugino Rinaldo, entrambi persi d'amore per la principessa orientale. Ed ecco che Grandonio, approfittando del fatto che il re Carlo sia momentaneamente sprovvisto di cavalieri (dato che l'unico rimasto a difenderlo è sempre il povero Astolfo), lo attacca. Sbaraglia con estrema facilità Uggieri il Danese, Grifone di Maganza, Guido di Borgogna, Angiolieri, Avino, Avolio, Ottone, Berlinghieri ecc. Carlo Magno rimane estremamente colpito dal fatto che tutti i suoi più forti cavalieri sono fuggiti per amore o per codardia. Quindi ancora una volta il povero Astolfo si ritrova a farsi avanti contro il gigante per devozione al re francese.
Canto terzo
Grandonio attacca Astolfo con grande foga, ma dopo poco tutti rimangono incredibilmente stupiti nel vedere il possente re saraceno crollare rumorosamente al tappeto, abbattuto dal pallido ed esile Astolfo. A ridurlo in fin di vita era stata la riapertura di una ferita provocatagli precedentemente da Ulivieri poco prima. Astolfo dopo Grandonio, batte facilmente gli ultimi due pagani rimasti, Giasarte e Piliasi. Una volta giunta agli orecchi la notizia che Grandonio è caduto, Gano decide di ripresentarsi con i suoi a Carlo in pompa magna, scusandosi per il suo ritardo, e offrendosi come sfidante di Astolfo, il quale accetta volentieri. Astolfo fa disarcionare sia Gano che alcuni dei suoi. Quando è la volta di Anselmo della Ripa, questi, con l'aiuto di Ranieri, riesce ad avere la meglio con un colpo a tradimento, mandando dolorosamente al tappeto Astolfo, il quale rialzatosi, inizia a usare la spada, ferisce Grifone, e viene attaccato da Gano, Macario e Ugolino, ma difeso da Namo, Riccardo e Turpino; improvvisamente si inserisce nella zuffa il re Carlo, adirato per la festa rovinata, ma Astolfo, preso dalla foga, non smette di inveire contro Gano e i suoi. Viene fatto quindi imprigionare dal re. Rinaldo, alla ricerca di Angelica, giunge presso una fonte resa magica da Merlino, beve quest'acqua e perde totalmente il suo amore per la ragazza, anzi inizia a odiarla, poi si stende per riposare nei pressi di un'altra fonte fatata, con effetto magico contrario. Qui arriva assetata Angelica, la quale quindi, una volta che beve di quest'acqua, cade follemente innamorata di Rinaldo, steso davanti a lei. Angelica si avvicina talmente al cavaliere che lo fa svegliare; resosi conto che si tratta della donna da lui ora odiata, Rinaldo fugge a cavallo, seminandola. Ferraguto nel frattempo si imbatte in Argalia e lo sfida a un duello stavolta con un verdetto all'ultimo sangue. Riesce a ucciderlo, ma prima di morire il cavaliere ottiene il permesso di indossare l'elmo, in cambio della promessa di gettare il cadavere in un fiume. Orlando invece giunge laddove la ragazza stava dormendo, nello stesso momento in cui anche Ferraguto arriva in quel luogo: tra i due inizia una disputa, una lotta incredibile, durante la quale Angelica, svegliata dal baccano, fugge via.
Canto quarto
Mentre i due cavalieri guerreggiano, giunge sul luogo una donna vestita di nero urlante in cerca di Ferraguto: dall'Oriente il re Gradasso ha attaccato parte della Spagna in direzione della Francia, il re spagnolo Marsilio chiede vivamente l'intervento di questo suo eroe, il quale quindi interrompe la battaglia e corre verso ovest, mentre Orlando va a est in cerca di Angelica. Nel frattempo Carlo invia in aiuto a Marsilio Rinaldo, tornato dalla fonte, con cinquantamila uomini. I due cavalieri arrivano a Barcellona nello stesso giorno, e vengono accolti calorosamente dal re spagnolo. Gradasso ordina ai suoi di imprigionare tutti i capitani dell'esercito nemico, e di fare molta attenzione al cavallo di Rinaldo e alla spada di Orlando, motivi per cui si era deciso di iniziare quella campagna militare. Arriva il momento della battaglia: il gigante Alfrera subito fa prigioniero Spinella con la sua bandiera, ma viene immediatamente messo al tappeto da Rinaldo e la sua schiera fugge via impaurita. Questa scena si ripete diffusamente in tutto il campo di battaglia. Ma è solo l'inizio, perché i generali nemici riescono a infondere nuovo coraggio nei loro uomini, quindi Marsilio decide di inviare sul campo anche il resto dell'esercito. Quando Gradasso decide di entrare anche lui in battaglia si presenta l'occasione di una lotta contro Rinaldo: dapprima il franco rimane stordito dal primo scontro, poi i due si incontrano una seconda volta. Gradasso ci prova e ci riprova, ma non riesce a colpire Rinaldo, per le mosse repentine di Baiardo. Quindi il gigante decide di cambiare avversario all'interno della battaglia. Rinaldo non lo insegue perché vuole cercare di salvare Ricciardetto dalle grinfie del gigante Orione.
Canto quinto
Nonostante la smisurata mole del gigante Rinaldo riesce a ucciderlo con un colpo di spada al ventre. L'eroe si rivolge subito verso Gradasso, il quale riesce a convincerlo di scontrarsi senza destriero l'indomani. Nel frattempo Angelica arriva nel Catai magicamente e lì si duole per la lontananza dell'amato ma ostile Rinaldo; decide di liberare il cugino Malagigi, a patto che con la magia faccia arrivare l'eroe da lei. Convinto di fare un piacere a Rinaldo, Malagigi vola in poco tempo a Barcellona e rimane molto colpito dalla reazione accesa di Rinaldo, ma contraria alle aspettative: chiama allora un demone, lo fa tramutare in Gradasso per presentarsi all'appuntamento e duellare con il franco. Dopo il primo colpo di Rinaldo, il demone subito fugge su una nave, raggiunto a nuoto dall'eroe, il quale attacca di nuovo battaglia, senza accorgersi che la nave è salpata e che sta addirittura prendendo il volo; quando il demone scompare, si rende conto di essere stato gabbato e inizia a disperarsi. Nel frattempo Orlando, in viaggio alla ricerca di Angelica, giunge in un luogo minacciato da un enorme gigante, il quale però viene facilmente messo al tappeto dal franco, che scopre in realtà che questi è solamente un guardiano di un altro mostro, la Sfinge. Questo essere ha il potere di rispondere a qualsiasi domanda, allora Orlando decide di chiedergli la posizione esatta dell'amata Angelica. Il mostro prima risponde (la ragazza si trova nel Cataio), poi sottopone all'eroe altre domande, ma questi, non sapendo rispondere, ingaggia un duello con esso e lo uccide. Soltanto dopo avere ripreso il viaggio, riesce a risolvere gli enigmi posti dalla Sfinge. Cavalcando, arriva presso il ponte della morte, dove un altro gigante lo sfida in un duello all'ultimo sangue.
Canto sesto
Dopo una grandissima fatica Orlando riesce a uccidere il gigante, ma non si è accorto di una trappola a terra costituita da una rete metallica, la quale si aziona non appena l'eroe vi pone il piede. Orlando, intrappolato e disperato, chiede aiuto a un frate che passa di lì, il quale, dopo avere tentato di rompere la trappola, consiglia all'eroe di non avere paura della morte e di affidarsi alla Provvidenza, come accadde quando lui fu salvato per puro caso dalle grinfie di un enorme gigante, lo stesso che compare mentre i due parlano. Il gigante, volendo mangiare il conte, lo libera con l'aiuto di Durlindana. Nasce quindi la lotta tra lui e Orlando con le armi invertite; vince l'eroe, che conficca un dardo nell'unico occhio del gigante e che successivamente libera i suoi prigionieri. Orlando riprende il suo cammino: dopo poco incontra una ragazza che lo convince a bere un po' di un'acqua magica, gli fa totalmente perdere la memoria, e lo porta nel suo palazzo. Nel frattempo Gradasso, presentatosi all'appuntamento con Rinaldo, rimane indignato dalla sua assenza; allo stesso modo Ricciardetto si dispera che il cugino non sia tornato nell'accampamento e decide con i suoi di tornarsene a Parigi. Allora Marsilio è costretto ad arrendersi, a sottomettersi a Gradasso e ad allearsi con lui. Ora sono i francesi a doversi difendere dall'assedio sia di saraceni che di spagnoli. La battaglia esplode dopo pochissimo tempo.
Canto settimo
Dopo un'accesissima successione di lotte Gradasso riesce a fare prigionieri Carlo Magno e tutti i paladini di Francia. Tutto lascia pensare che prenderà Parigi con il nuovo giorno. Ma Gradasso spiazza tutti con una proposta: egli avrebbe lasciato il regno nelle mani di Carlo se in cambio avesse ottenuto il destriero di Rinaldo e la spada di Orlando, motivi per cui si era spinto fino a lì. Ma dai francesi parte una controproposta: per avere il destriero avrebbe dovuto battere Astolfo in duello. Quest'ultimo riesce a fare perdere l'equilibrio al saraceno, ma appena finito il duello annuncia alla corte di volere partire l'indomani alla ricerca di Rinaldo e Orlando.
Canto ottavo
Rinaldo intanto è giunto con la nave volante presso un bellissimo giardino su un'isola e cena in un bellissimo palazzo lì vicino. Quando però gli viene detto che tutto quello è stato realizzato per lui da Angelica, cerca di fuggire, ma ciò non sembra possibile, perché questi è prigioniero sull'isola. Disperato, riesce a raggiungere la nave che l'aveva portato lì: non appena salito Rinaldo, la nave inizia a muoversi magicamente e approda su un'altra spiaggia. Qui Rinaldo trova un vecchio, la cui figlia è stata rapita da un ladro pochi minuti prima: questi, non appena si accorge di essere inseguito, suona un corno per chiamare un gigante, il quale però viene colpito da Rinaldo e fugge a sua volta, inseguito dal paladino fino a un ponte levatoio. È questo l'ingresso di un castello, tutto rosso perché ricoperto dal sangue di diverse vittime. Dietro questo particolare c'è una terribile e macabra storia, raccontata da una vecchietta. Protagonisti della storia sono un vecchio re, la regina e i loro figli, nel cui sepolcro, otto mesi dopo la morte, nasce un terribile mostro, al quale il popolo deve cedere ogni giorno diverse vittime che vengono uccise. Rinaldo allora chiede di sfidare il mostro con la propria spada.
Canto nono
Durante questa lotta Angelica è nel suo palazzo ad aspettare Rinaldo, ma quando Malagigi approda da solo e le racconta che Rinaldo sta combattendo contro un terribile mostro, decide subito di partire in suo soccorso. Nel frattempo Rinaldo riesce a guadagnare tempo salendo su una trave dove il mostro non riesce ad arrivare. Angelica compare magicamente in aiuto di Rinaldo, ma non ottiene la reazione attesa: il paladino afferma che preferisce morire piuttosto che essere salvato da lei. Tuttavia, per amore di Rinaldo, Angelica intrappola il mostro con una corda magica e dà a Rinaldo la possibilità di ucciderlo strangolandolo, dato che non può essere trafitto dalla sua spada. Dopo avere ucciso il mostro Rinaldo deve affrontare circa seicento giganti: tutti vengono uccisi, dopodiché l'eroe torna presso il lido per passeggiare sulla sabbia. Nel frattempo Astolfo è partito: giunto in Circassia si accorge che sta scoppiando una guerra tra Agricane e Sacripante per la mano di Angelica. Quest'ultimo decide di seguire il ragazzo per acquistare in duello le sue armi e il cavallo, Baiardo. Astolfo lungo il suo cammino incontra un cavaliere saraceno con una bellissima dama, lo sfida, lo batte, ma per pietà gli lascia la fanciulla. Sacripante, giunto sul posto e abbagliato dalla bellezza della dama, ingaggia un duello con Astolfo per conquistare, oltre alle armi e al cavallo, anche la ragazza. Tuttavia viene sconfitto da Astolfo, perde il proprio cavallo, mentre i tre proseguendo il loro percorso giungono presso il ponte dell'oblio, dove si era fermato anche Orlando. Qui, dopo una serie di ostacoli, riescono a entrare nel giardino, dove trovano appunto Orlando insieme a una serie di altri illustri personaggi, tutti soggiogati dall'acqua magica del fiume. Subito i due cavalieri sono costretti a difendersi dai cavalieri del giardino, compreso Orlando che insegue Astolfo anche fuori dal giardino.
Canto decimo
Astolfo, a cavallo di Baiardo, riesce a seminare Orlando, il quale se ne torna al giardino a mani vuote. Brandimarte e la dama decidono di bere l'acqua dell'oblio per salvarsi la vita. Nel frattempo Astolfo riparte e capita su un campo di battaglia tra diversi re dei regni dell'Est e del Nord. Tra questi c'è anche il re del Cataio, fratello di Angelica, la quale si è nascosta in una rocca lì vicino. Astolfo sale sulla rocca e tenta di convincere la ragazza a sceglierlo, senza risultato. Astolfo viene accolto nella rocca e trattato con tutti gli onori. Un giorno accorre disperato un messaggero: la rocca sta per essere messa sotto assedio dai re che Astolfo aveva visto prima. Quest'ultimo prende allora la decisione di sfidarli tutti da solo, convinto com'è della propria forza. Ma dopo alcune sfide a singolar tenzone vinte dal francese, tutti i restanti re lo attaccano insieme: lo fanno prigioniero e si impossessano di Baiardo. Scoppia una violenta lotta tra i vari re, per la difesa o l'attacco alla rocca.
Canto undecimo
Nel frattempo Rinaldo trova una donna che urlava disperata sul lido, e cerca qualcuno che la salvi da nove cavalieri. Quando Rinaldo sente dire che tra quei nove c'è Orlando, prima si fa raccontare per filo e per segno tutta la storia, poi promette alla dama che stava con Brandimarte di fare tornare tutti in sé i nove cavalieri.
Canto decimosecondo
Per tutto il canto la dama racconta a Rinaldo la storia di Prasildo e Tisbina, prima di sentire un terribile grido.
Canto decimoterzo
Il grido veniva da un enorme gigante: Rinaldo lo uccide, e riesce a fare lo stesso, ma con molta più fatica, con due grifoni che facevano la guardia alla sua casa. Vicino alla tana del gigante era una porta di marmo con una dama morta e un'insegna: chiunque avesse vendicato la morte di quella damigella avrebbe avuto in dono il cavallo magico già appartenuto ad Argalia e che stava dietro quella porta. Rinaldo ovviamente accetta l'invito, dopo avere letto la storia della donzella (di nome Albarosa) scritta con il sangue su un libro posto vicino a dove si trovava il cavallo: il responsabile era Truffaldino. Mentre Rinaldo e la dama si stanno riposando all'ombra di un albero, vengono attaccati da un centauro.
Canto decimoquarto
Il centauro, non potendo vincere contro Rinaldo, decide di rapire la ragazza e fuggire, ma, inseguito dal paladino, fugge presso un fiume e vi getta l'ostaggio. Mentre la dama viene trascinata via dalla corrente Rinaldo lotta e sconfigge il centauro; non avendo più la guida decide di continuare nella direzione seguita fino a quel momento. Nel frattempo l'assedio alla rocca di Angelica è proseguito per diverse settimane, le scorte di cibo scarseggiano, e dunque la principessa decide una notte di allontanarsi di nascosto dalla rocca per cercare aiuto nelle terre vicine. Giunge laddove Rinaldo ha ucciso il centauro e lì trova un vecchio disperato per la figlia morente: si tratta in realtà di un rapitore di donzelle per conto del re di Orgagna. Angelica, intrappolata nella sua torre, incontra diverse altre ragazze, tra cui la dama di Brandimarte (che qui scopriamo chiamarsi Fiordelisa), salvatasi dalla corrente del fiume grazie a un ponte ma poi subito intrappolata dal vecchio. Lei racconta tutte le sue vicende dal primo incontro con Astolfo. Angelica subito riesce a fuggire e si reca presso il giardino dove si trova Orlando, perché lo vuole guarire dall'oblio. Per questo gli fa infilare al dito il suo anello magico che libera da ogni incantesimo; subito Orlando torna in sé. Angelica fa rinsavire a uno a uno tutti e nove i cavalieri, che poi promettono di aiutarla a liberare la sua rocca.
Canto decimoquinto
I cavalieri riescono dopo diversi sforzi a raggiungere la rocca, ma scoprono che Truffaldino ha tradito Angelica e non vuole farla entrare. Dopo avere giurato di difenderlo e non fargli del male, Orlando riesce a fare aprire le porte della rocca dal guerriero truffatore.
Canto decimosesto
Mentre impazza la battaglia sotto le mura della rocca, Rinaldo giunge presso una fonte dove trova un uomo disperato.
Canto decimosettimo
Quell'uomo è Iroldo, il marito di Tisbina, che aveva concesso la sposa all'amante Prasildo, come è stato letto nel dodicesimo canto. Iroldo, dopo avere perso la donna amata, errante, era stato fatto prigioniero dalla regina di Orgagna; ma Prasildo, una volta saputo ciò, era accorso e aveva convinto la guardia a prendere lui al posto del prigioniero. Era per questo che ora Iroldo era disperato, non avrebbe sopportato l'idea che l'amante della moglie fosse morto al posto suo. Rinaldo promette di aiutarlo e proprio in quel momento arriva il corteo di due prigionieri che vengono condotti in pasto a un feroce drago. Il cavaliere franco riesce facilmente a uccidere il capo delle guardie e quindi a disperdere le altre. Dopo la partenza di Rinaldo Iroldo, Prasildo e Fiordelisa, che era l'altra prigioniera in cerca di Orlando, Brandimarte e gli altri, dopo avere visto distrutto il giardino dell'oblio, trovano un cavaliere che sta scappando dalla battaglia sotto la rocca di Angelica, dopo l'arrivo dei nove eroi difensori.
Canto decimottavo
Orlando e Agricane si allontanano dalla turba per duellare da soli in una lotta all'ultimo sangue. Giunge la notte e nessuno ancora ha vinto, quindi decidono di riposare e riprendere con il nuovo giorno. Ma mentre parlano sul motivo per cui si trovano lì, scoprono di essere rivali anche in amore, e per questo all'improvviso riprendono a lottare nonostante il buio della notte.
Canto decimonono
Orlando riesce dopo una grandissima fatica a uccidere il nemico, il quale prima di morire chiede di essere battezzato. Nel frattempo sul campo di battaglia gli eroi stanno sbaragliando l'esercito di Agricane, spaesati perché senza capo, e raggiungono l'accampamento, dove trovano e liberano i prigionieri, tra cui anche Astolfo. Alla fine del libro è narrato l'incontro tra Bradimarte e Fiordelisa, il romantico e passionale loro ricongiungersi.
Canto ventesimo
Un vecchio stregone, che assiste alla scena, decide di rapire la ragazza mentre entrambi gli amanti dormono. Quando Bradimarte si sveglia, non trovando la ragazza, si arma e corre subito a cercarla. Trova tre giganti che stanno martoriando una giovane dama, simile a Fiordelisa per aspetto. Il cavaliere ha qualche difficoltà, ma Orlando viene in suo aiuto e insieme riescono a sconfiggere i tre giganti.
Canto ventesimoprimo
Una volta ripresosi, Bradimarte si dispera per avere di nuovo perduto l'amata Fiordelisa: lui, Orlando e la dama che hanno salvato dai giganti decidono di partire in cerca della ragazza.
Canto ventesimosecondo
I due cavalieri vengono a conoscenza delle vicende della dama fino al momento in cui questa viene salvata dalle grinfie dei tre giganti.
Canto ventesimoterzo
Bradimarte, in giro per un bosco all'inseguimento di un cervo, trova all'improvviso la sua dama legata a un albero: per liberarla gli tocca lottare con un essere del bosco simil umano. Dopo avere ucciso costui, i due amanti riprendono il loro cammino all'interno della foresta fino a reincontrare Orlando. Intanto Rinaldo sta lottando a fatica contro Chiarione, Grifone e altri cavalieri.
Canto ventesimoquarto
In questo si parla di una sfida mossa da una donzella a Orlando prima che arrivi Bradimarte: prima ha dovuto immobilizzare due tori, poi decapitare e uccidere un drago e infine sconfiggere un esercito di cavalieri nati dai denti del drago seminati nel terreno.
Canto ventesimoquinto
Dopo avere superato queste prove Orlando è tornato ad Albracà per aiutare Angelica, minacciata dalla forza di Rinaldo e Marfisa. Entrato nella rocca viene trattato con tutti gli onori dalla dama, in cambio lui promette solennemente di difendere la dama e la rocca. Si preannuncia un titanico scontro tra Orlando e Rinaldo.
Canto ventesimosesto
Mentre Rinaldo è disperato per il duello che sta per affrontare, arriva galoppando Orlando con gli altri paladini a difesa della rocca e di Truffaldino. Inizia quindi lo scontro tra la schiera di eroi con Rinaldo (Marfisa, Astolfo, Iroldo, Prasildo etc) e quella degli eroi che con Orlando difendono. Curiosa la circostanza per la quale Orlando cavalca il destriero di Rinaldo, dopo averlo vinto in duello da Agricane: quindi il fido scudiero non vuole andare contro il vero padrone. Giunge un momento in cui Rinaldo insegue Truffaldino per poterlo uccidere, ma tutti gli eroi in sua difesa, comunque abbattuti, gli fanno perdere terreno e il traditore fugge. Orlando chiede a Bradimarte di cedergli il destriero, mentre Truffaldino viene raggiunto da Rinaldo nei pressi della rocca, legato al cavallo e trascinato sulla nuda terra fino alla cruda morte, come accadde per Ettore di Troia. I due cugini si ritrovano: il tempo di un paio di scambi di battute e comincia lo scontro terribile.
Canto ventesimosettimo
I due se le danno di santa ragione, sia con le spade che a parole. Alla notte i due decidono che il duello riprenderà con la luce del sole. Tornato nella rocca, Orlando trova Angelica, rattristata perché si è accorta che il suo amato Rinaldo sta combattendo contro il suo paladino. Quando il giorno dopo Orlando esce dalla rocca, viene accompagnato dagli altri paladini e dalla stessa dama, così come Rinaldo arriva in compagnia di Marfisa e gli altri compagni. Sta per iniziare la seconda parte dello scontro tra i due cugini paladini.
Canto ventesimottavo
Il copione non cambia: Orlando e Rinaldo se le danno prima a voce e poi con le armi. Orlando riesce a prevalere, ma proprio quando sta per dare il colpo di grazia al cugino, Angelica lo afferra per un braccio e gli chiede, in nome del suo amore, di recarsi a Orgagna per difendere la popolazione da un terribile drago: il paladino parte senza battere ciglio. Rinaldo intanto si rialza, viene a fatica dissuaso dalla decisione di inseguire il cugino, e ritorna al padiglione per essere curato. La ragazza allora escogita un piano: manderà una damigella a Rinaldo, gli consegnerà Baiardo (pensando che Orlando sarà stato ucciso dal drago), sperando di fargli cambiare idea sul proprio conto. Ma Rinaldo non ascolta proprio la ragazza dopo avere saputo chi la manda, e Baiardo viene preso da Astolfo. Orlando intanto incontra un cavaliere presso un fiume che lo invita a non salvare una dama appesa per i capelli che impreca chiedendo aiuto.
Canto ventesimonono
Il cavaliere si chiama Uldarno e la dama Origille: l'uomo racconta tutta la loro storia fino a quel momento. Nonostante le minacce del cavaliere, Orlando, mosso a pietà dai lamenti della ragazza, duella con lui, e lo batte molto facilmente. Giunto al pino, libera la bella dama. Essa era stata appesa lì sopra perché era una donna falsa, che ingannava con la sua bellezza gli uomini. E così accade anche con Orlando: in un attimo si ritrova senza cavallo. La storia si interrompe nel mezzo dell'azione, così come il primo libro.

### Libro Secondo
Contro ogni pronostico, Orlando assolve l'impresa e addirittura salva due volte il cugino Rinaldo e gli altri amici (a cui si è aggiunto il paladino Dudone il Santo) sia dalla maga Morgana della Fortuna, sia dal re Manodante delle Isole Lontane; incontra Origille, una malvagia traditrice, di cui si innamora stupidamente. Ripetutamente imbrogliato e derubato dalla donna, finalmente la perde e torna da Angelica giusto in tempo per salvarla dalla regina Marfisa. Astolfo rimane però irretito dalla maga Alcina, innamorata di lui. Frattanto, Agramante, re d'Africa, decide di invadere la Francia, ma per farlo ha bisogno del giovane Ruggiero, intrappolato dall'iperprotettivo tutore, il mago Atlante. Agramante perciò invia il piccolo e subdolo ladro Brunello in Oriente, a rubare ad Angelica l'anello magico con cui Brunello libera Ruggiero dal mago. Orlando e gli altri paladini ritornano in Francia con Angelica, avendo saputo che Carlo Magno deve difendersi dall'invasione di Agramante, accompagnato dal possente Rodomonte e dal giovane Ruggiero, e aiutato da Marsilio re di Spagna, con l'invulnerabile nipote Ferraù. Malgrado il valore dei francesi, a cui si è aggiunta la paladina Bradamante, sorella di Rinaldo, i Musulmani sfondano le linee cristiane sui Pirenei.
In particolare: Canto primo
Nella parte iniziale Boiardo narra le vicende della vita di Alessandro Magno, di quello che accade alla moglie subito dopo la sua uccisione e della generazione che inizia con i tre gemelli partoriti a Tripoli dalla moglie. Il racconto si apre con un consiglio riunito da Agramante, discendente di Alessandro Magno, dove questi vuole convincere altri 32 re africani ad attaccare la Francia di Carlo Magno. Uno di questi re, astrologo, rivela ad Agramante che l'unico modo per sopravvivere contro i paladini di Carlo è fare venire a combattere anche suo cugino Ruggiero. Allora si decide di andare alla ricerca di questo paladino.
Canto secondo
Rinaldo nel frattempo, non sapendo perché Orlando è andato via, decide nella notte di partire per cercare il cugino, e viene seguito da Astolfo, Iroldo e Prasildo, senza che Marfisa lo sappia. I cavalieri trovano una dama disperata perché la sorella è stata catturata da un uomo che ora la sta torturando sopra un lago: qui i cavalieri vengono portati per assistere di persona al crudo spettacolo. Iroldo non ci sta e corre contro quell'uomo per primo, ma viene subito ucciso e gettato in armi nel lago. Prasildo muore allo stesso modo. Tocca ora a Rinaldo affrontare il cavaliere: stavolta la sfida è molto più equilibrata, ma anche quest'ultimo cade, viene afferrato, ma si tiene talmente forte che entrambi cadono nel lago. Astolfo, rimasto solo, va a slegare la donzella insieme alla sorella, disperandosi per avere perso il cugino. Nel frattempo nel campo d'assedio alla rocca Marfisa invia messi in Turchia per cercare nuovi combattenti per la sua causa. Anche dalla parte di Orlando alcuni compagni avevano deciso di seguirlo: questi giunsero presso un lido su cui sorgeva un palazzo. In questo palazzo vi era la dama che aveva frodato Orlando: quando Grifone le chiese perché avesse il cavallo del prode cavaliere, quella rispose che lo aveva trovato vicino a un cavaliere morto, scatenando la disperazione dell'interlocutore. Quella notte Grifone e il compagno, insieme a questa dama, furono imprigionati nel castello per essere messi a morte. L'accampamento di Marfisa intanto viene attaccato da quelli della rocca: questa con la sua forza sovraumana riesce a imprigionare Ballano, Chiarione, Adriano, uccide Oberto Dal Leone.
Canto terzo
Si inizia con lo scontro tra Marfisa e Sacripante: c'è un saldo equilibrio dei due. Dopo la prima serie di colpi però, giunge a Sacripante un messaggero, che prega il re di ritornare nel suo regno per difenderlo dall'invasione di un esercito straniero. Chiede il permesso di partire alla sua avversaria, la quale però, a sorpresa, glielo rifiuta, quindi l'unico modo per partire è porre fine alla battaglia. Tornando alla ricerca di Ruggiero del primo canto, questi non viene ritrovato sul monte della Carena: allora quelli che vogliono attaccare la Francia accusano il vecchio re (che aveva affermato che per vincere bisognava trovare questo paladino) di avere detto una bugia per dilungare i tempi e fare cadere il tentativo di attacco a Carlo. Il vecchio risponde che probabilmente Ruggiero si trova in un palazzo creato magicamente dal suo mentore Atalante, palazzo che può essere visto solo in possesso dell'anello che al momento ha al dito Angelica nella rocca. Rodamonte però non crede alle sue parole e decide di partire solo con il suo esercito verso la Francia. Nel parlamento invece Agramante ordina a chi ne avesse il coraggio, di recarsi alla rocca di Angelica e riportare l'anello che a questa al dito, in cambio del titolo di re di uno dei possedimenti: si offre uno dei re insieme a un suo scaltro servitore. Intanto Orlando, ancora disperato per essere stato gabbato da Origille, si trova proprio nel punto in cui passa la ragazza, insieme ai compagni Grifone e Aquilante, per andare nel luogo dove era il drago che li avrebbe mangiati. Orlando allora uccide tutte le guardie e libera i prigionieri; Grifone e Origilla, innamorati, prendono la loro strada. Orlando e Aquilante giungono finalmente vicino al giardino indicato da Angelica, dove una dama spiega come si entra senza perire.
Canto quarto
Orlando entra nel giardino e uccide facilmente il drago. Poi, rimasto intrappolato, decide di seguire un ruscello del giardino che pare porti a un palazzo. Al palazzo trova una dama con una spada la quale non vuole dirgli come uscire dal giardino, né con le buone né con le cattive. Si rende poi conto che le risposte che cerca le può trovare in un libretto datogli dalla ragazza conosciuta prima di entrare: per uscire dovrà superare alcune prove. La prima consiste nell'attraversare un lago al cui interno viveva una sirena; Orlando si tappa le orecchie con delle rose e riesce a resistere al suo canto, la decapita e sparge il sangue su tutti i suoi vestiti. Il sangue della sirena infatti è l'unica difesa possibile contro la prova successiva: un terribile toro con un corno di ferro e uno di fuoco. Orlando riesce a sconfiggere il toro, ma la porta che era apparsa insieme alla creatura, scompare con essa. Il libretto allora gli suggerisce di andare più avanti, dopo avere ucciso un enorme uccello troverà la porta difesa da un asinello, con la coda tagliente e ricoperto di scaglie d'oro. Con molta fatica Orlando sconfigge anche questa creatura. Ma ancora una volta la porta scompare; allora Orlando dal libretto vede che c'è un'altra porta, stavolta protetta da un gigante che, ucciso si sdoppia. Infatti, una volta colpito con la spada, dal suo cadavere nascono due nuovi giganti ancora più feroci: il conte cerca per lungo tempo di non ucciderli e non farsi uccidere. Poi ha un'idea: riesce a reperire una catena e con quella intrappola i due giganti, così riesce finalmente a uscire dal giardino.
Canto quinto
Volendo eliminare per sempre la minaccia del giardino, torna indietro e taglia un grande albero magico al centro del giardino: all'improvviso tutto quello che era prima scompare. Però, una volta giunto nel luogo dove aveva intrappolato la dama trovata nel giardino (si scopre che è Falserina, la strega che ha creato il giardino), sa da lei che ci sono altri prigionieri nella torre vicina al giardino. Intanto durante lo scontro tra Marfisa e Sacripante, arriva il garzone ladro mandato da Agramante e inizia ad arrampicarsi verso la rocca per rubare l'anello ad Angelica: riesce ad arrivare dove si trova Angelica, affacciata al balcone della rocca, subito ruba l'anello e fugge via inseguito dalle guardie della dama, ma riesce a seminarli; ruba anche il cavallo di Sacripante, distratto da Marfisa e dal pensiero per il suo paese. La stessa Marfisa, che assiste al furto, si mette all'inseguimento del ragazzo: Sacripante così rimane confuso, solo e senza cavallo, decide di recarsi alla rocca e scopre del furto che ha subito anche Angelica. Mentre tutti nella rocca si disperano, arriva un altro sterminato esercito per assediare il bastione della dama. Galafrone, padre di Angelica, allora decide di inviare Sacripante dal suo parente Gradasso, che aveva sempre il desiderio di invadere la Francia e sottomettere Carlo.
Canto sesto
Questo canto inizia con Rodomonte che non vede l'ora di partire per la Francia: nonostante il mare tempestoso, desidera comunque partire a tutti i costi. Carlo Magno, nonostante avverta una scarsa minaccia dal presentimento di quest'attacco, comunque decide di radunare il consiglio dei re per organizzare la difesa. Le navi di Rodomonte sono decimate dalla tempesta e giunti presso Monaco, vengono anche assaliti dalla popolazione locale; ma il giovane non demorde, da solo lotta e riesce a passare dalla nave alla spiaggia, dove si accampa con il suo esercito.
Canto settimo
Rodamonte si rivela avere una forza smisurata e sbaraglia da solo tutti i paladini che si scontrano con lui. Il duca Namo invia un messaggero a Carlo per avvisarlo sulla situazione. Orlando intanto, che si era messo in cammino con Falserina, giunge con lei presso la torre. Ma a fare la guardia trovano un guerriero magicamente armato da Morgana presso un lago: Falserina non se l'aspettava e inizia a disperarsi perché sa di dovere perire: Orlando riconosce anche l'armatura di suo cugino Rinaldo e si dispera anche lui. Inizia lo scontro tra Orlando e Aridano, il guerriero: dopo una lunga lotta Aridano si getta con Orlando nel lago.
Canto ottavo
Incredibilmente, scesi più di un miglio nel lago, a un certo punto si ritrovano asciutti su un prato sotto il fondo dell'acqua. Qui riprende lo scontro: in quella pianura Orlando riesce facilmente a uccidere Aridano, poi si rende conto di essere solo e si dirige verso una collinetta dove vi è l'entrata di un labirinto. Lì vicino però una pietra illuminata gli mostra un tesoro di Morgana al di là di un fiume largo 20 braccia: lui salta facilmente e raggiunge quel tesoro. Presso tale tesoro però si scopre intrappolato, ma non si dà per vinto: riesce a riprendere la pietra illuminata, che inizia a guidare il paladino verso la prigione, dove sono rinchiuse tantissime persone, dame e cavalieri, e dove ci sono anche Rinaldo e Bradimarte. Giunto presso un prato, Orlando trova la maga Morgana distesa: alle sue spalle, dietro un muro di cristallo, sono intrappolati Dudone, Rinaldo e Bradimarte. Una donzella che è con loro dice a Orlando che l'unico modo per liberarli è di farli passare da una porta di cui però solo Morgana ha le chiavi. Allora il paladino decide di inseguirla per prenderle e si ritrova all'improvviso in un deserto, poi nel mezzo di un temporale, etc.
Canto nono
Mentre insegue Morgana, Orlando trova la personificazione della Penitenza che a sua volta lo insegue e lo batte con una frusta, rallentandolo. Finalmente, nonostante le percosse, Orlando riesce a raggiungere Morgana: tutti gli incantesimi che fino a quel momento lo avevano disturbato scompaiono. La fata promette che darà a lui la chiave se poi il paladino lascerà un ragazzo da lei amato nella prigione. Allora Orlando si dirige verso la porta e libera tutti i suoi compagni tranne quel ragazzo. Una volta liberi, ognuno va per la sua strada: Rinaldo, Iroldo, Prasildo e Dudone verso la Francia e Orlando e Bradimarte verso la rocca. I primi giungono presso un alto castello, dove decidono di combattere contro un gigante di nome Balisardo.
Canto decimo
Iroldo e Prasildo, che hanno sfidato per primi il gigante, vengono subito sconfitti e fatti prigionieri. Tocca a Dudone: questi riesce ad avere la meglio sul gigante, il quale addirittura inizia a fuggire; si ferma nel castello, dove si trasforma in un drago. Il copione non cambia, quindi si trasforma stavolta in un orso con testa di cinghiale. Purtroppo, con un gioco di astuzia, Belisardo riesce a fare imprigionare anche Dudone e, con la sua capacità di mutaforma, ritorna a Rinaldo, del tutto uguale all'amico. E in questa forma accompagna Rinaldo a salvare i due prigionieri al di là del fiume; durante il cammino il falso Dudone attacca alle spalle Rinaldo, credendolo di metterlo fuori gioco, ma in realtà parte il duello tra i due: Rinaldo avrebbe subito vinto se Belisardo non si fosse aiutato con la magia. Trenta volte si trasforma e trenta volte viene ferito, ma alla fine intrappola anche Rinaldo con lo stesso trucco con cui aveva preso Dudone. I quattro vengono tenuti in trappola per quasi un mese con altre persone estranee e Astolfo che precedentemente era stato catturato. Nel frattempo Orlando e Bradimarte giungono proprio nel luogo dove stavano passando Brunello con l'anello, inseguito da Marfisa.
Canto undecimo
Il ladro, passando, finisce per rubare anche a Orlando, sia la spada che il corno. Lui e Bradimarte si ritrovano insieme senza cavallo e appesantiti dall'armatura. Giungono presso il fiume dove Rinaldo e gli altri due sono stati imprigionati da Belisardo: lungo questo fiume Orlando trova di nuovo Origille con il suo cavallo, ma follemente innamorato, non la punisce per il doppio tradimento di lei. Anche a Orlando e al compagno viene imposto di sconfiggere Belisardo prima di passare oltre, così vengono portati al castello. Orlando per primo decide di lottare con il mostro: come sempre Belisardo nel corso della lotta assume diverse forme (guerriero, demonio sputa fuoco), ma poi, com'era accaduto anche per gli altri paladini, con uno stratagemma intrappola anche Orlando. Bradimarte, che li aveva seguiti, prende a fare strage dei tirapiedi del mostro e del mostro stesso, poi libera Orlando. Si scopre grazie a un anziano che il re di quel posto è il padre di quel ragazzo che Orlando ha lasciato nella prigione di Morgana sul fondo del lago. I due, per liberare Rinaldo e gli altri, si fanno portare da questo re Manodante nelle Isole Lontane. Bradimarte, Origilla e Orlando, avendo pianificato tutto, propongono uno scambio tra quest'ultimo e il figlio del re nella prigione di Morgana.
Canto decimosecondo
Origille, il cui unico desiderio era riavere Grifone tra le sue braccia, decide di tradire per la terza volta Orlando e raccontare tutto il piano a Manodante. Morgana gli aveva detto che soltanto un guerriero del calibro di Orlando avrebbe potuto prendere il posto del figlio nella sua prigione. In cambio delle informazioni Origilla ottiene il rilascio di Grifone insieme ad Aquilante: i tre partono. Orlando e Bradimarte vengono fatti addormentare, legati e chiusi in una torre. Quando la guardia chiede chi di loro è Orlando, immediatamente risponde Bradimarte, offrendosi in cambio del paladino. Al re Bradimarte, nelle vesti di Orlando, promette che se entro un mese il compagno non tornerà con il figlio liberato, lui si offrirà come capro espiatorio. Allora Orlando parte mentre a corte Manodante fa già iniziare le feste, perché in un modo o nell'altro riavrà il figlio (di nome Ziliante). Ma Astolfo, che non è a conoscenza del piano, rivela che in realtà quello che vede è Bradimarte e non Orlando: insiste, insiste e alla fine Bradimarte confessa di non essere Orlando. La gioia che fino a quel momento aveva invaso il regno, ora era profonda tristezza: Bradimarte viene chiuso in una torre per essere messo a morte. Orlando nel frattempo giunge al lago e vede una ragazza che piange per un drago morto, lo trasporta su una nave e sprofonda nel lago. Un'altra dama acclama l'arrivo di Orlando perché ha bisogno di aiuto.
Canto decimoterzo
La prima dama era Morgana: essa piangeva sul drago perché dopo la morte di Aridano aveva deciso di mettervi Ziliante trasformato proprio in drago, ma l'incantesimo è stato fatto male, quindi appena trasformato il ragazzo muore (per questo la fata decide di portarlo sotto al lago per seppellirlo). La seconda dama è Fiordelisa, la donna di Bradimarte, che è accompagnata da un sergente che sostiene di avere accudito il suo uomo da piccolo: egli rivela che Bradimarte in realtà è figlio di Manodante! Ma adesso serve il suo aiuto nella sua Rocca Silvana, assediata da un uomo di nome Rupardo, il quale crede che Bradimarte sia imprigionato in quel lago. Orlando entra nel lago e scopre che Morgana ha riportato Ziliante non solo al suo stato normale, ma anche di nuovo in vita. Nonostante i lamenti e le preghiere della fata, Orlando e Ziliante escono illesi dal lago e raggiungono le Isole Lontane, accolti da grandi folle esultanti. Il sergente, di nome Bardino, racconta a Manodante tutta la vicenda di Bradimarte, suo figlio primogenito. Così il re in un giorno solo ha riavuto entrambi i figli dispersi. Finiti i festeggiamenti, Dudone comunica a tutti i paladini che erano lì che Agramante stava per attaccare la Francia: Dudone, Rinaldo e Astolfo si dirigono in Francia, mentre Orlando e Bradimarte prendono un'altra direzione. I primi tre una mattina passano vicino al giardino di Alcina, sorella di Morgana, presso un lido: questa si innamora immediatamente di Astolfo. Quindi con uno stratagemma fa intrappolare il cavaliere dentro una balena, la quale se ne va, inseguita dagli altri due.
Canto decimoquarto
Rinaldo è costretto a tornare indietro per salvare Dudone che sta annegando insieme al suo cavallo, e quando sta per ritornare in acqua per inseguire la balena, si rende conto che ormai è troppo lontana. Ricco di tristezza pensa comunque di partire verso la Francia: attraversa Ungheria, Austria, Italia e quando giunge in Provenza finalmente, scopre cosa è accaduto qui poco prima per mano del solo Rodomonte, e lui stesso si preoccupa vedendo il saracino all'opera. Così disperato si arma e si getta contro di lui, ma i loro sforzi sono richiesti in altre sfide. Quando Rodomonte imprigiona Dudone, Rinaldo ritorna su di lui.
Canto decimoquinto
Inizia una terribile battaglia tra i due guerrieri, anche stavolta rimandata subito per altre sfide. Giunge la sera e la guerra prende una pausa, ma Rodamonte non è stanco e cerca dappertutto Rinaldo per sfidarlo. Quest'ultimo era presso le navi saracene per vendicare i prigionieri, tra cui Dudone. I due quindi si cercano a vicenda senza trovarsi: il primo presso la fonte di Merlino, il secondo presso il litorale. Rodamonte nella foresta trova Feraguto, che dalla Spagna era giunto lì per sapere se Angelica era tornata. I due iniziano a chiacchierare sull'amore, poi si battono. Rinaldo nel frattempo, giunto presso la Fonte di Merlino trova un giovane e tre dame, nudi, che accusandolo di tradimento, lo attaccano con dei fiori, ferendolo profondamente. Quel giovane è l'Amore che non vuole essere vinto e che invia Pasitea, una delle dame a fare svolgere una prova a Rinaldo per lasciarlo vivere: egli dovrà bere alla sorgente che fa innamorare, quella da cui Angelica bevve invaghendosi di lui. Rinaldo beve avidamente e ricordandosi che era già stato lì con la ragazza, viene riempito da un fortissimo sentimento per essa, e decide immediatamente di ripartire per l'India per vederela.
Canto decimosesto
Brunello, dopo un lunghissimo inseguimento, riesce a seminare Marfisa e, presso un lido, trova la nave che lo conduce in Africa da Agramante: la sua missione è andata a buon fine. Dopo avere premiato Brunello con il titolo di re di un territorio africano, tutti iniziano a cercare quel Ruggiero senza il quale la guerra con la Francia sarà sicuramente persa. Giunti presso il monte di Carena, in possesso dell'anello riescono a vedere il giardino incantato, creato da Atalante, dove si pensa viva il paladino. Tuttavia, essendo posto in alto, nessuno sa come salirvi o come fare scendere Ruggiero. Brunello allora ha l'idea di attirare Ruggiero nella valle con la simulazione di una battaglia: allora il gruppo si divide in due schiere, che iniziano a lottare. Il piano riesce: Agramante mostra in battaglia un tal valore che Ruggiero implora e ottiene il permesso da Atalante per scendere dal giardino. Viene subito riconosciuto da Brunello: Ruggiero accetta di partire con loro verso la Francia, in cambio del cavallo di Brunello. Prima però si misura nella mischia simulata dagli altri re.
Canto decimosettimo
In questa battaglia Ruggiero ha l'armatura e il cavallo di Brunello, quindi tutti credono che quest'ultimo sia il più valoroso cavaliere di tutta l'Africa. Ruggiero però finisce per incappare in un duello reale contro un altro re, lo uccide, ma rimane ferito, quindi decide di correre da Atalante per farsi curare. Nel frattempo, Orlando e Bradimarte, giunti in India, presso una fonte trovano una dama in lacrime vicino a un uomo armato. Prima che i due possano sfidare l'uomo, arriva un cavaliere che si rivela tale solo dopo essendosi presentato in vesti di pellegrino. La dama racconta che quella è la fonte che una fata realizzò dopo la morte di Narciso: chiunque si riveda nelle sue acque, muore di passione per sé stesso: quell'uomo armato sta soltanto cercando di evitare che chi passi trovi la morte in quella fonte. Quando Orlando ascolta questa storia, va a dividere i due, e scopre che il cavaliere è Isolieri, mentre quello che si era presentato come pellegrino era Sacripante.
Canto decimottavo
Dopo avere lasciato Sacripante, Isolieri e la dama, Orlando e Bradimarte arrivano ad Albraca ma non sanno come entrare nella rocca senza farsi notare dai nemici. Una volta giunto, racconta ad Angelica tutte le sue avventure da quando era partito, fino a quel momento. Sentendo che Rinaldo era tornato in Francia, Angelica ordina a Orlando si portarla lì con sé: partono la sera stessa con un piccolo drappello. Si accorgono il giorno dopo che i nemici si sono resi conto che la rocca era stata abbandonata, e che questi l'hanno poi messa a ferro e fuoco. Bradimarte decide di rimanere lì per non fare passare i nemici e dare un po' di tempo di vantaggio a Orlando e gli altri: fa strage dell'esercito dei nemici, ma poi inseguendone uno, si perde in un bosco. Orlando intanto è giunto nella terra dei Lestrigoni, un popolo cannibale; cadono in un agguato, Orlando riesce prima a liberarsi, poi inizia a cercare le dame. Angelica è intrappolata in una strettoia, mentre Fiordelisa scappando è giunta proprio dove Bradimarte sta dormendo. I due si incontrano e affrontano gli inseguitori. Rimasti soli decidono di correre dove si trovava Orlando.
Canto decimonono
Lungo la strada incontrano Marfisa, la quale rapisce Fiordelisa per ucciderla lanciandola da una rupe. La regina propone di salvarla se Bradimarte le darà le sue armi e il suo destriero: lo scambio avviene. Fortunatamente poi egli trova presso una fonte il corpo di un re morto e prende le armi di questo, con le quali sconfigge un gruppo di ladri dai quali era stato costretto a fuggire. I due ripartono con due cavalli diversi, perché Bradimarte ne prende uno dai ladri. Intanto Orlando ha liberato Angelica e anch'essi ripartono; giungono in Siria a un porto dove vi è una nave del re di Damasco, Norandino, che sta salpando in direzione di Cipro. Sotto falso nome chiedono al re di partire con loro.
Canto ventesimo
Tra i cavalieri che giungevano a Cipro vi erano anche Aquilante e Grifone insieme a Origille, sotto il re di Grecia Costanzo. Nel corso della battaglia i due si accorgono che il loro capo era stato disarcionato proprio da Norandino, quindi corrono verso di lui per sconfiggerlo a sua volta, ma prima devono fare i conti con Orlando che, sotto le insegne di questo re, non riconosce i due compagni e non viene da essi riconosciuto. Alla sera Grifone capisce che probabilmente quello era Orlando e lo riferisce a Costanzo, il quale con una scusa fa ripartire Orlando e Angelica da Cipro. I due giungono a Parigi e precisamente presso la Fonte di Merlino: Angelica, affannata, beve di quell'acqua e il suo sentimento d'amore si tramuta in profondo odio per Rinaldo. Ironia della sorte, i due incontrano proprio lui. Dopo alcune rapide battute i due cugini si preparano a combattere per amore di Angelica la Bella.
Canto ventesimoprimo
Mentre i due cugini stanno combattendo Angelica a cavallo scappa da lì, e appena fuori dal bosco ella trova Olivieri, che è alla disperata ricerca dei paladini, in quanto la Francia si sta difendendo dall'attacco degli africani. Angelica porta lui e tutti gli altri baroni di Francia, compreso re Carlo, presso la fonte dove si sta svolgendo la lotta. Questa finisce immediatamente per rispetto al re, ma nessuno dei due vuole cedere la donna all'altro. Tornando ad Agramante, Brunello al termine della simulazione gli comunica che quello che ha combattuto era Ruggiero con la sua armatura: deve dirlo perché viene accusato di avere ucciso uno dei re nella simulazione, colpa che comporta l'impiccagione. Ma Ruggiero da solo uccide un intero manipolo di soldati, slega Brunello e chiede di essere punito al posto di questo. Ma Agramante, capendo di parlare con Ruggiero, ringrazia il cielo e lo fa cavaliere.
Canto ventesimosecondo
Mentre tutte le enormi truppe africane si avvicinano alla Francia, lo scontro tra Feraguto e Rodamonte sta ancora andando avanti. Un messo racconta loro cosa sta accadendo a Montealbano e così i due, dopo essendosi abbracciati, vanno verso quel luogo. Malagise qui fece scagliare un esercito di demoni contro loro due per terrorizzarli. Ma i due saraceni sconfiggono anche i demoni, anzi riescono perfino a imprigionare Malagise con il compagno Viviano.
Canto ventesimoterzo
Entrambi gli schieramenti si preparano alla battaglia: in particolare, Carlo promette in segreto sia a Orlando e a Rinaldo, che non darà Angelica all'altro se questi combatterà al massimo della sua forza. Dopo la terza ondata di saracini, arriva il turno dei due eroi francesi: come prevedibile, fanno grande strage dei nemici, ma comunque i due schieramenti sono in equilibrio, perché anche Marsilio invia Feraguto e Rodamonte.
Canto ventesimoquarto
Carlo viene ferito profondamente, tanto da cadere da cavallo, ma subito Rinaldo gli corre in aiuto per proteggerlo da Marsilio e Feraguto. Orlando giunge poco dopo, ma, offeso dalla presenza del cugino, credendo di avere ormai perso la donna amata, corre via indignato e irato.
Canto ventesimoquinto
Anche Orlando e Rodamonte si incontrano e iniziano a duellare. Intanto Bradimarte e Fiordelisa giungono presso un palazzo all'interno del quale vi era un giardino con un sepolcro. Dopo che il cavaliere ebbe ucciso un gigante e un drago nella sala di ingresso, la porta dalla quale erano entrati scompare: viene loro detto che per uscire dovranno aprire il sepolcro.
Canto ventesimosesto
Una volta aperto il sepolcro, Bradimarte dovrà baciare chiunque ne uscirà: viene fuori una serpe con denti affilati, ma lui comunque si fida e si cala verso l'essere per baciarlo. Subito dopo la serpe si trasforma in una splendida fata, che come segno di riconoscenza rende sia le sue armi che il suo cavallo, difesi per magia. Con questi incantesimi riesce da solo a sconfiggere un intero gruppo di briganti armati.
Canto ventesimosettimo
Usciti dal bosco, Bradimarte e Fiordelisa, in compagnia con la dama che aveva loro dato istruzioni nel palazzo, giungono presso il palazzo del re di quel territorio perché quest'ultima era loro figlia. I regnanti rimangono comunque tristi perché manca ancora la loro secondogenita, rapita molto piccola, con una voglia sotto il seno destro: la stessa voglia che ha Fiordelisa, che quindi si scopre essere di sangue reale. Si festeggiano le nozze di Fiordelisa e Bradimarte e la sorella di lei con il suo vecchio amante, ma dopo qualche giorno Bradimarte sente il bisogno di partire per seguire Orlando. Tuttavia, giunti verso Creta, venti contrari dirottano la nave verso Cartagine, in Africa. Qui c'era la legge che tutti i cristiani dovevano essere uccisi, quindi si presenta come figlio di Manodante dalle Isole Lontane.
Canto ventesimottavo
Bradimarte giunge presso il padiglione di Agramante e lo sfida a duello per provare la sua forza. Ma vengono sorpresi da un attacco da parte di un branco di leoni, quindi uniscono le loro forze contro questa minaccia: dal duello alla caccia. Oltre i leoni escono dalla selva pantere, giraffe ed elefanti, che vengono uccisi o catturati. Ma arriva un tamburino a corte, urla contro il re che ancora rimane nel suo territorio e non si decide a partire per la Francia. Questi, colpito, si convince a radunare le truppe e salpare.
Canto ventesimonono
Mentre Agramante giunge in Spagna, Orlando, ancora irato, sta osservando la guerra da lontano. Ma la sua indignazione non riesce a tenerlo lontano come vorrebbe e decide di rigettarsi nella mischia. Accortosi della presenza di Agramante Orlando si rallegra, perché può avere occasione per dimostrare il suo valore a Carlo, ma soprattutto ad Angelica. Con l'arrivo di Agramante entrambi gli schieramenti cambiano gli assetti e si preparano al nuovo scontro: Carlo invia Rinaldo e diversi manipoli contro il nuovo esercito appena sbarcato.
Canto trentesimo
Rinaldo combatte valorosamente, fa decine e decine di vittime e tiene testa ai più forti re africani, che lo colpiscono in gruppo. I due schieramenti sono in equilibrio: in alcuni momenti i musulmani hanno la meglio, in altri i cristiani. Malmenato da Rinaldo, Feraguto si rifugia nel bosco dove Orlando si trovava ancora.
Canto trentesimoprimo
Ferraguto, dopo un veloce scambio di battute tra i due, rimane solo nel bosco, perché Orlando si precipita sul campo di battaglia seminando il panico tra i nemici, fino a quando incontra Ruggiero: il duello è duro, ma quando sembra che il franco sta per avere la meglio, Atalante crea l'illusione di un gigante che sta per uccidere Rinaldo e Carlo, così Orlando gli corre dietro. Ruggiero, rimasto solo, inizia a fare strage dei paladini cristiani rimasti sul campo. Il conte, giunto nei pressi del bosco dell'Ardena, scopre che il gigante è solo una visione, e arriva presso una fonte sul cui fondo c'è un palazzo: si tuffa armato per vedere di che si tratta.

### Libro Terzo
Mandricardo, figlio di Agricane, e Gradasso, giungono in Francia in cerca di vendetta. L'esercito di Carlo Magno si ritira a Parigi, dove è assediato da Agramante. Incuranti della guerra, Orlando e Rinaldo, ora colpito da una magia d'amore, continuano a inseguire Angelica. Il mago Atlante porta scompiglio ovunque, nel tentativo di recuperare Ruggiero, di cui si è innamorata, ricambiata, Bradamante; il poeta profetizza che dalla loro unione discenderà la casa degli Estensi.
A questo punto l'opera rimane incompiuta a causa della morte dell'autore, forse avvelenato dai parenti. Anche il figlio muore poco dopo e i cugini assumono così il titolo di conte.
Nell'Orlando Furioso Ariosto riprende la storia dalla rotta dei Pirenei, rielaborando a modo suo le vicende seguenti.
In particolare: canto primo
Mandricardo, uno dei re pagani, scopre che suo padre Agricane è stato ucciso da Orlando. Allora parte dalla Tartaria per vendicarsi. Presso una fonte incontra una fata che lo sottopone ad alcune prove, tra cui battere Gradasso in duello e sconfiggere un enorme gigante.
Canto secondo
La fata lo incarica della missione di riportare presso la tomba di Enea di Troia la sua spada, che ora è nelle mani di Orlando. Insieme a lui escono dalla fonte Gradasso, Sacripante, Isolieri, Grifone e Aquilante, ma solo il primo prende la stessa strada di Mandricardo. Grifone e Aquilante, per difendere due donzelle, lottano contro un gigante che le inseguiva e contro il suo coccodrillo.
Canto terzo
Mandricardo e Gradasso invece sono giunti presso una riviera, dove una donna, incatenata a una roccia, si dispera perché è stata intrappolata lì da un terribile orco cieco: questa è la donna amata da Norandino. Gradasso viene catturato, ma Mandricardo riesce a vincere contro l'orco facendolo cadere da un burrone, dopodiché libera la donna e il compagno. Ritrovano il padre della ragazza, e insieme salpano per allontanarsi da quella riva. Ma l'orco, sentendo il rumore dei remi, scaglia una parte di montagna in mare, scatenando una grande tempesta che mette di nuovo in pericolo i tre e il resto dell'equipaggio.
Canto quarto
Fortunatamente la tempesta trasporta la nave sulla costa al confine tra Spagna e Francia, cioè proprio dove si sta svolgendo la grande lotta tra cristiani e pagani. Ruggiero sta ancora facendo strage dei paladini cristiani: inseguendo il falso Grifone, egli si imbatte in Rinaldo, che lo sfida. Ma i saracini sono troppi e Carlo decide di sacrificarsi ordinando a tutti gli altri cristiani di fuggire. L'enorme folla divide Ruggiero e Rinaldo: quest'ultimo arriva a entrare nel bosco. I cristiani che riescono a raggiungere la città di Parigi, organizzano già la difesa dall'assedio; gli altri sono stati uccisi o fatti prigionieri. Ruggiero invece arriva dove si sta svolgendo il duello tra la paladina cristiana Bradamante e il saracino Rodamonte: annuncia alla donna che tutti i cristiani sono in fuga e che Carlo è in pericolo, allora ella chiede all'avversario di potere avere licenza di soccorrere il suo re, ma la risposta scortese di lui scatena l'ira di Ruggiero che parte all'attacco.
Canto quinto
Durante la zuffa Bradamante finalmente può andare alla ricerca del re Carlo, ma dopo poco decide di tornare indietro per vedere la lotta tra Ruggiero e Rodamonte; cogliendo una pausa con un dialogo, Rodamonte decide di fuggire verso il suo accampamento, quindi Ruggiero e Bradamante prendono insieme la strada parlando di diverse materie. Viene raccontata dettagliatamente tutta la genealogia di Ruggiero, a partire da Astianatte, fino alla sua infanzia con Atalante. Dall'altra parte Bradamante rivela di essere la sorella del paladino Rinaldo. Mentre stanno parlando, e la fiamma della passione si sta accendendo tra i due, vengono assaliti da alcuni cavalieri saracini: la lotta è aspra.
Canto sesto
I due fanno strage di nemici, ma sono costretti a dividersi: Bradamante si ritrova sola nel bosco di notte dopo avere inseguito e ucciso un saracino; Ruggiero invece, rimasto vincitore, con l'aiuto di due baroni si mette alla ricerca della dama. Questi due baroni sono Mandricardo e Gradasso. Presto nasce una contesa tra loro due e Ruggiero, che viene aiutato da Bradimarte, appena giunto sul posto. Egli chiede l'aiuto dei saracini per salvare Orlando dalle mani di un incantatore in una riviera poco lontana.
Canto settimo
Bradimarte dice che è meglio andare lì in numero dispari, allora tirano a sorte a chi debba rinunciare all'impresa: esce Mandricardo, che irato se ne va a Parigi, assediata da Agramante. Mentre Gradasso e Ruggiero subiscono lo stesso incantesimo che era stato fatto a Orlando, Sacripante e molti altri baroni, a Bradimarte non succede niente perché Fiordelisa gli aveva preparato una corona magica, che lo proteggeva da ogni incantesimo. Così si cala nel fiume, ma senza animo incantato, e a uno a uno pone una corona magica sul capo dei compagni per farli tornare in sé e risalire. Ma al fianco del fiume Gradasso pretende da Orlando la consegna della sua spada, da cui nasce un duello tra i due: riacquietata la situazione, Bradimarte e Orlando se ne vanno verso Parigi, Gradasso e Ruggiero seguono un nano bisognoso di aiuto.
Canto ottavo
La coalizione saracena assedia Parigi. Bradimarte e Orlando attaccano il padiglione di re Marsilio, liberando Olivieri, Riccardo, Gano, e un centinaio di cavalieri alleati. I due e i paladini liberati procedono a impedire a Rodomonte e i suoi di penetrare oltre le mura, e vengono raggiunti da Carlomagno e i compagni d'arme che difendevano la città dall'interno, con l'eccezione di Turpino. Il re di Francia disarciona Agramante, salvato da Mandricardo. I combattimenti sono interrotti dal calare della sera. Nel frattempo Bradamante trova un eremita che la informa che Ruggiero è partito per la Francia e che per curare la sua ferita alla testa le taglia i capelli come a un ragazzo. Fiordespina, figlia di Marsilio, vede Bradamante dormire senza elmo e si innamora di lei, credendola un uomo.
Canto nono
Bradamante si risveglia non trovando più la sua cavalcatura. Fiordespina, sempre più innamorata, le offre il suo miglior destriero, Bradamante non si oppone e offre in cambio la sua anima e il corpo, ovvero diventa di lei il cavaliere. Negli ultimi versi di questo breve canto il poeta dice che non può raccontare altro di questo "vano amore / De Fiordespina" perché vede "la Italia tutta a fiama e a foco". Qui la storia si interrompe, rimasta incompiuta dal Boiardo. Sarà dunque rimaneggiata e continuata nell'Orlando furioso di Ludovico Ariosto.

## Il tema dell'amore
(Matteo Maria Boiardo, Orlando innamorato)
Angelica è il motore di tutto il poema. In lei non si trova più niente dell'“angelo” stilnovistico o della idealizzata Laura petrarchesca: la donna di Boiardo ha una sua psicologia e varietà (è tenera e appassionata, seducente e crudele).
L'amore che Boiardo descrive non è di tipo neoplatonico: lei, certo, è bellissima, ma non affina, non ingentilisce l'uomo; al contrario, lo fa perdere. L'amore è una forza naturale, cosmica, civilizzatrice, fonte di ogni arte, che risveglia l'uomo e lo conduce al bene per sé e gli altri ma se l'amore viene perseguito ossessivamente può essere fonte di smarrimento. Questo aspetto ricorda il Filostrato di Giovanni Boccaccio, in cui l'amore era un tormento e un allontanamento dai doveri.

## Altri temi del poema
Il poema è arricchito da moltissime vicende minori di ogni genere (avventure, battaglie, magie, incantesimi, duelli, viaggi) e da personaggi disparati. L'ispirazione dell'opera è evidentemente lo spirito cavalleresco, cioè l'ammirazione per le grandi gesta e l'esaltazione di quei valori coltivati dall'aristocrazia contemporanea: il coraggio, la cortesia, la generosità d'animo, l'amore e lo spirito di avventura,in cui si nota anche la quattrocentesca affermazione dell'uomo e delle sue capacità. Bisogna altresì ricordare che la Corte per la quale il poema è scritto è quella degli Estensi di Ferrara, una delle più antiche d'Italia, legata non solo alle nuove usanze di gentilezza del Rinascimento, ma anche alle vecchie tradizioni feudali, all'amore per l'eroico e il cavalleresco.
Troviamo la figura di Ruggiero, discendente dell'eroe troiano Ettore, destinato a sposare la cristiana Bradamante e a essere il progenitore della famiglia d'Este. In questo modo Boiardo consente agli Este di dotarsi di una nobilissima ascendenza storico-mitologica, come le principali case regnanti di Occidente.

## Opere derivate

### Fumetti
Sono stati realizzati alcuni adattamenti a fumetti dell'Orlando innamorato. Tra questi, una parodia apparsa su Topolino, intitolata Paperino il paladino, scritta e disegnata da Luciano Bottaro. Mentre, nel 2022, è uscito per Edizioni Segni d'Autore il graphic novel Orlando Innamorato – Il Giardino di Dragontina e Rocca Crudele, scritto da Marco Aldrighi, Carlo Baja Guarienti ed Elisabetta Menetti, con disegni di Lucia Gabbi. Il fumetto è il primo volume di una serie fantasy ispirata all'opera di Matteo Maria Boiardo.